# Phoneutria pertyi
Phoneutria pertyi är en spindelart som först beskrevs av F. O. Pickard-Cambridge 1897.  Phoneutria pertyi ingår i släktet Phoneutria och familjen Ctenidae. Inga underarter finns listade i Catalogue of Life.